# Trzecia Droga (Palestyna)
Trzecia Droga (arab. الطريق الثالث) – centrolewicowa i liberalnodemokratyczna palestyńska partia polityczna aktywna w Autonomii Palestyńskiej. Reprezentuje ideę trzeciej drogi i liberalizm oraz sprzeciwia się korupcji politycznej.
Partia została założona 16 grudnia 2005 roku przez Salama Fajjada i Hanane Ashrawi.
W wyborach w 2006 roku udało się jej zdobyć 2,41 procent i wprowadzić dwóch przedstawicieli do rady.
Partia uważa się za alternatywę wobec dwupartyjnego systemu Palestyny zdominowanego przez dwie partie polityczne – al-Fatah i Hamas.